# Jadwiga Żukowska

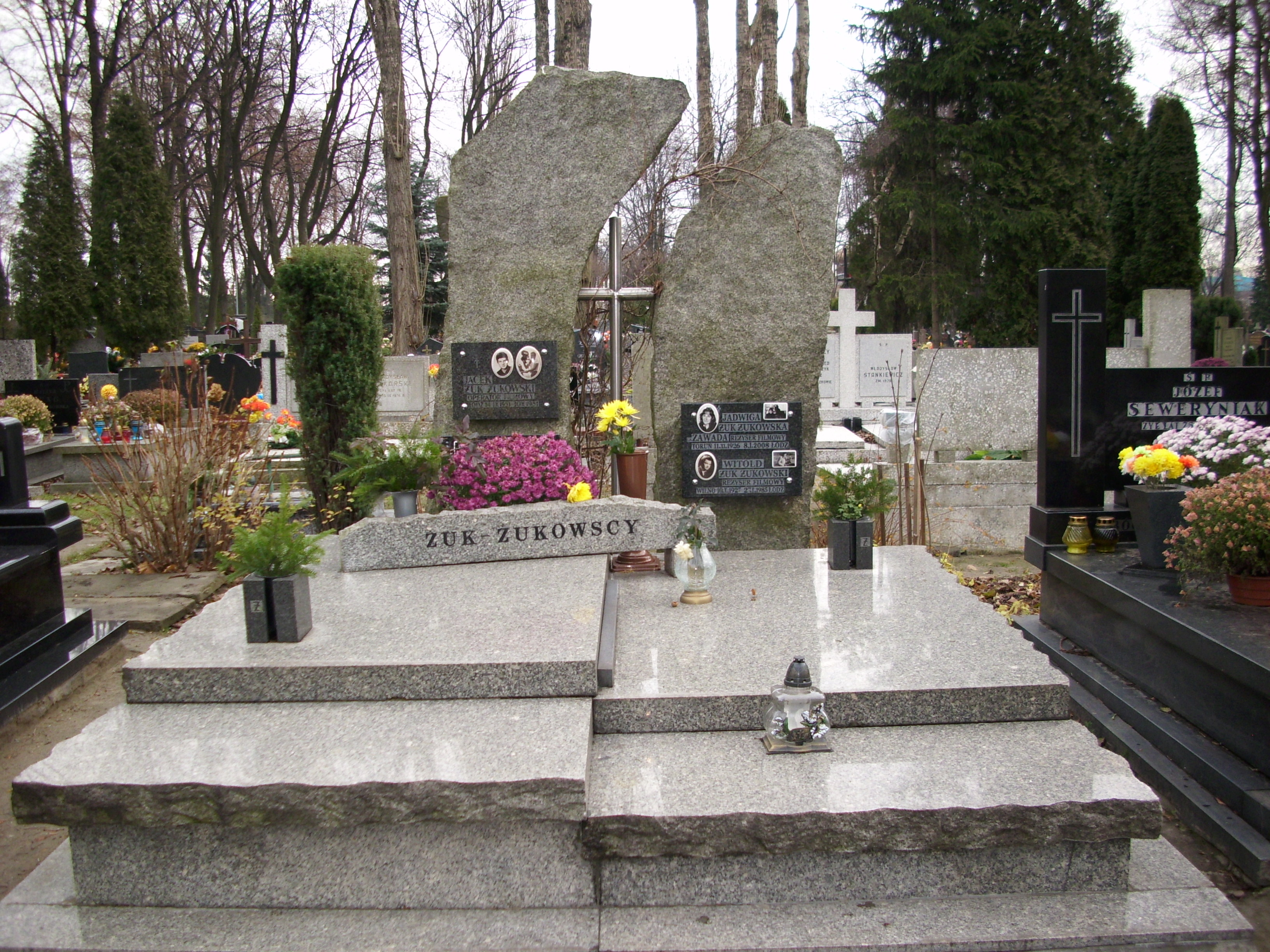
Grób Jadwigi Żukowskiej na cmentarzu komunalnym na Dołach w Łodzi

Jadwiga Żuk-Żukowska, z domu Zawada (Zawadzianka) (ur. 11 listopada 1926 w Toruniu, zm. 8 stycznia 2008 w Łodzi) – polska reżyserka, scenarzystka i montażystka, członkini  Stowarzyszenia Filmowców Polskich. Laureatka 45 nagród na najważniejszych polskich i światowych festiwalach filmów krótkometrażowych. Ukończyła studia na Wydziale Reżyserskim łódzkiej Filmówki.
Realizowała filmy dokumentalne o różnorodnej tematyce: o problemach społecznych, sztuce, balecie, a także o dzieciach i dla dzieci.
Otrzymała za nie 45 nagród na najważniejszych polskich i światowych festiwalach filmów krótkometrażowych, m.in. w Krakowie, Mannheim, Bilbao, Oberhausen, Berlinie, Moskwie, Tampere, Teheranie, Warnie, Cork, Paryżu, Gijon, Panamie i Budapeszcie.
Wśród nagrodzonych filmów znalazł się bardzo ważny, osobisty obraz pt. "Za światłem". Film praktycznie bez komentarza. Autorka zbudowała całość z przeplatających się, całkowicie odmiennych w nastroju, dwóch ciągów sekwencji, którym towarzyszy muzyka Józefa Rychlika i śpiew Olgi Szwajgier.
Pochowana na cmentarzu komunalnym na Dołach w Łodzi (kwatera XXV, rząd 1, grób 15).

## Życie prywatne
Była córką Filipa Zawady, polskiego dyplomaty i siostrą Andrzeja Zawady, słynnego himalaisty. 
Żona scenarzysty i reżysera Witolda Żukowskiego (1927–1985), matka operatora –  Jacka Żuk-Żukowskiego (1951–1981). 

## Odznaczenia
- Honorowa Odznaka Miasta Łodzi (1973)
- Srebrny Krzyż Zasługi (1975)
- Odznaka „Zasłużony Działacz Kultury” (1975)
- Nagroda Prezesa Rady Ministrów za całokształt twórczości (1985)
- Nagroda Ministra Gospodarki Morskiej za twórczość marynistyczną (1985)
- Krzyż Kawalerski Orderu Odrodzenia Polski (1985)[3]